# Governo Fico III
Il Governo Fico III è stato il primo governo della VII Legislatura della Repubblica Slovacca, rimasto in carica per 2 anni dal 22 marzo 2016 al 22 marzo 2018. È succeduto al Governo Fico II in conseguenza alle elezioni parlamentari del 2016.

## Situazione parlamentare
| Camera              | Collocazione | Partiti                                  | Seggi    |
| ------------------- | ------------ | ---------------------------------------- | -------- |
| Consiglio Nazionale | Maggioranza  | SMER-SD (49), PNS (15), MH (11), LR (10) | 85 / 150 |
| Consiglio Nazionale | Opposizione  | LS (21), GCPI (19), PPSN (14), SF (11)   | 65 / 150 |

## Consiglio dei ministri
| Ministero                                                                 |  | Nome                                      | Partito      |
| ------------------------------------------------------------------------- |  | ----------------------------------------- | ------------ |
| Primo Ministro                                                            |  | Robert Fico                               | SMER-SD      |
| Vice primo ministro Responsabile per gli investimenti e dell'informazione |  | Peter Pellegrini                          | SMER-SD      |
| Ministro dell'Interno                                                     |  | Robert Kaliňák                            | Indipendente |
| Ministro della Giustizia                                                  |  | Lucia Žitňanská                           | Most-Híd     |
| Ministro delle Finanze e dell'economia                                    |  | Peter Žiga                                | SMER-SD      |
| Ministro degli Affari Esteri ed Europei                                   |  | Miroslav Lajčák                           | Indipendente |
| Ministro dei Trasporti, dei Lavori Pubblici e dello Sviluppo Regionale    |  | Árpád Érsek (fino al 1º settembre 2016)   | La Rete      |
| Ministro dei Trasporti, dei Lavori Pubblici e dello Sviluppo Regionale    |  | Árpád Érsek (dal 1º settembre 2016)       | Most-Híd     |
| Ministro dell'Agricoltura e dello Sviluppo rurale                         |  | Gabriela Matečná                          | Indipendente |
| Ministro della Difesa                                                     |  | Peter Gajdoš                              | Indipendente |
| Ministro del Lavoro, degli Affari Sociali e della Famiglia                |  | Ján Richter                               | SMER-SD      |
| Ministro dell'Educazione, della Scienza, della Ricerca e dello Sport      |  | Peter Plavčan (fino al 13 settembre 2017) | Indipendente |
| Ministro dell'Educazione, della Scienza, della Ricerca e dello Sport      |  | Martina Lubyová (dal 13 settembre 2017)   | Indipendente |
| Ministro della Cultura                                                    |  | Marek Maďarič                             | SMER-SD      |
| Ministro della Sanità                                                     |  | Tomáš Drucker                             | SMER-SD      |